# 溫莎鎮區 (密蘇里州傑佛遜縣)
溫莎鎮區（英語：Windsor Township）是位於美國密蘇里州傑佛遜縣的一個行政鎮區。

## 地方資料
溫莎鎮區的面積為42.71平方千米，當中陸地面積為40.45平方千米，而水域面積為2.26平方千米。根據2020年美國人口普查的數據，當地共有人口22403人，而人口密度為每平方千米524.54人。